# Nagai Kensuke
Nagai Kensuke (sinh ngày 5 tháng 3 năm 1989) là một cầu thủ bóng đá người Nhật Bản.

## Đội tuyển bóng đá quốc gia Nhật Bản
Nagai Kensuke thi đấu cho đội tuyển bóng đá quốc gia Nhật Bản từ năm 2010.

## Thống kê sự nghiệp
| Đội tuyển bóng đá Nhật Bản | Đội tuyển bóng đá Nhật Bản | Đội tuyển bóng đá Nhật Bản |
| Năm                        | Trận                       | Bàn                        |
| -------------------------- | -------------------------- | -------------------------- |
| 2010                       | 1                          | 0                          |
| 2015                       | 5                          | 0                          |
| 2019                       | 6                          | 3                          |
| Tổng cộng                  | 12                         | 3                          |